# 安豪森
安豪森是德国莱茵兰-普法尔茨州的一个市镇。总面积9.54平方公里，总人口1313人，其中男性615人，女性698人（2011年12月31日），人口密度138人/平方公里。